# Drive combo

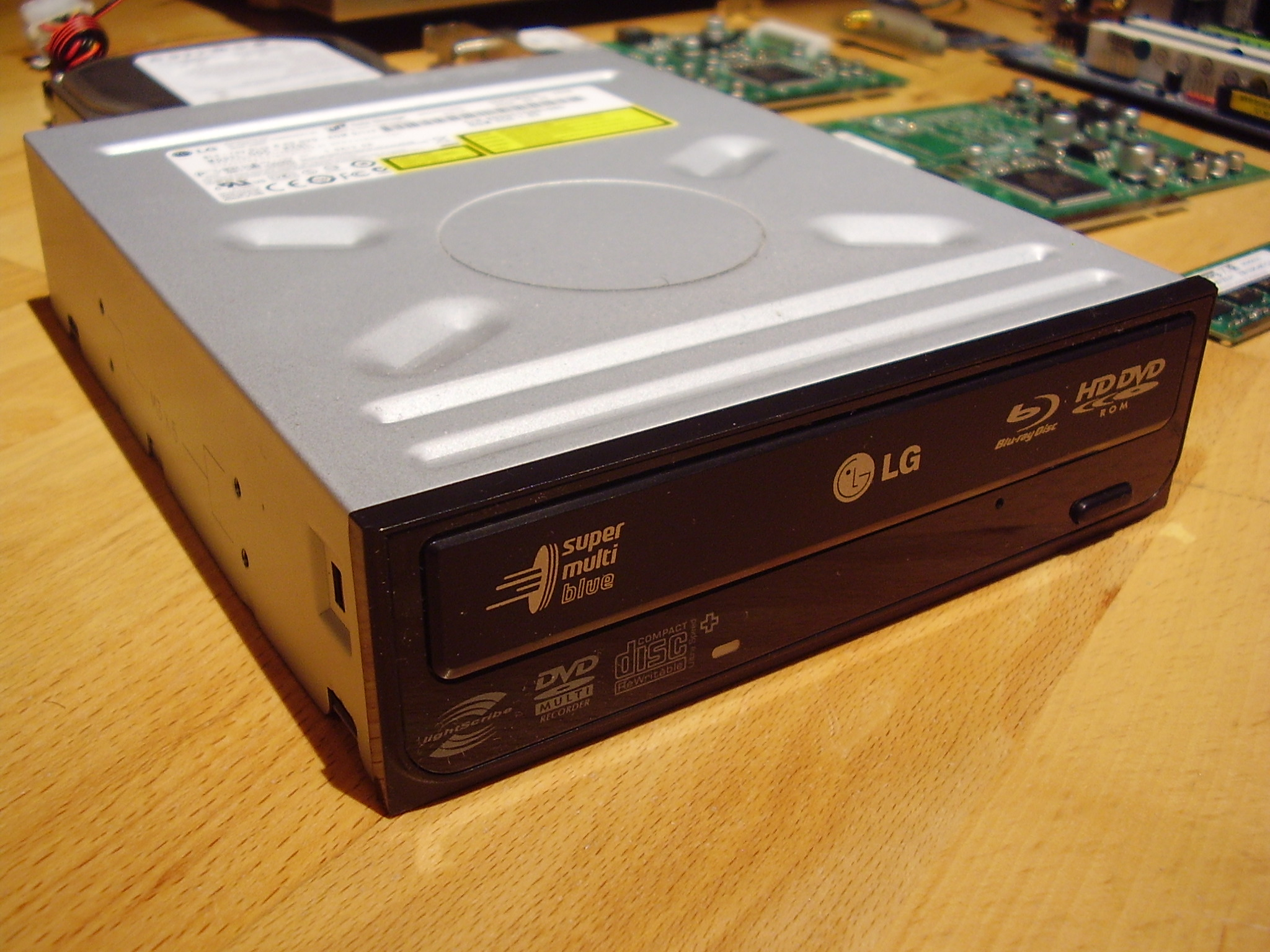
sistema HTPC baseado no Thermaltake DH-102

Um Combo drive (ou drive combo) é um tipo de drive óptico que combina a capacidade de gravar CD-R/CD-RW com a habilidade de ler (mas não gravar) mídias de DVD. 
O dispositivo foi criado como uma opção entre um gravador de CD e um gravador de DVD, no tempo em que o combo drive foi lançado era uma opção muito cara, custando 300 dolares a unidade.
Combo drives estão se tornando não tão comuns nos novos sistemas.